# Mistrzostwa Europy w biegu 24-godzinnym 1994
3. Mistrzostwa Europy w biegu 24-godzinnym 1994 – zawody lekkoatletyczne, które odbyły się 21 i 22 maja 1994 w Segedyn, Węgry.

## Medaliści
|                         | 1. miejsce                                                           | Rezultat    | 2. miejsce                                                               | Rezultat   | 3. miejsce                                                                       | Rezultat   |
| Mężczyźni indywidualnie | Janos Bogar                                                          | 261,122 km  | Jean-Pierre Guyomarch                                                    | 254,018 km | Valery Klement                                                                   | 252,110 km |
| Mężczyźni drużynowo     | Francja 1. Jean-Pierre Guyomarch · 2. Rene de Souza · 3. Max Granier | 712.,895 km | Niemcy 1. Valery Klement · 2. Alfred Schippels · 3. Kassian Burster-Hake | 691,709 km | Wielka Brytania 1. James Zarei · 2. Donald Alexander Ritchie · 3. Ian Gunn       | 667,695 km |
| Kobiety indywidualnie   | Sigrid Lomsky                                                        | 231,482 km  | Rimma Paltseva                                                           | 202,276 km | Gisela Fricke                                                                    | 201,850 km |
| Kobiety drużynowo       | Niemcy 1. Sigrid Lomsky · 2. Gisela Fricke · 3. Sigrid Eichner       | 609,819 km  | Rosja 1. Rimma Paltseva · 2. Nadezhda Tarasova · 3. Zinaida Shabalina    | 574,164 km | Wielka Brytania 1. Sandra Brown · 2. Eleanor Robinson Adams · 3. Marianne Savage | 546,978 km |